# Ordre administratif en Belgique
Pour les autres articles nationaux ou selon les autres juridictions, voir Ordre administratif.
En Belgique, aux côtés des cours et tribunaux de l'ordre judiciaire, il existe des juridictions administratives formant un ordre administratif. Ces juridictions nombreuses sont chargées de régler certains litiges entre les administrations publiques et des particuliers ou des personnes morales de droit privé, ou dans certains cas entre personnes morales de droit public. L'article 160 de la Constitution est consacré au Conseil d'État, et l'article 161 autorise la création, par un texte de valeur législative, d'autres juridictions administratives. 
Le Conseil d'État est la seule juridiction administrative à caractère généraliste, les autres sont spécialisées. Le Conseil d'État peut en outre annuler les jugements des autres juridictions administratives dans les cas déterminés par la loi, sauf pour les juridictions qui, bien qu'administratives, sont soumises à la Cour de cassation. 
La Cour des comptes, dans ses missions juridictionnelles, est aussi une juridiction administrative. Une autre juridiction administrative importante est le Conseil du contentieux des étrangers, créé en 2006. 
Le collège provincial, en région wallonne, le conseil des contestations électorales, en région flamande, et le collège juridictionnel, dans la région de Bruxelles-Capitale, sont également des juridictions compétentes en matière électorale. 
Les juridictions ordinales placées auprès des ordres professionnels sont aussi des juridictions administratives. Il existe en fait plusieurs centaines de juridictions administratives, dont certaines n'ont qu'une activité très réduite. 